# Peyton Sawyer Scott
 (septembre 2011).
Si vous disposez d'ouvrages ou d'articles de référence ou si vous connaissez des sites web de qualité traitant du thème abordé ici, merci de compléter l'article en donnant les références utiles à sa vérifiabilité et en les liant à la section « Notes et références ».
Peyton Elizabeth Sawyer Scott est un personnage fictif de la série télévisée Les Frères Scott, interprétée par Hilarie Burton. Elle est la femme de Lucas Scott, la belle-sœur et meilleure amie de Haley James Scott et Nathan Scott et la meilleure amie de Brooke Davis, qui est la marraine de sa fille. 
Peyton Sawyer est souvent perçue comme l'une des figures les plus populaires de la série, mais elle suscite également des critiques négatifs que positifs au fil des saisons et années par les fans.

« À ce moment précis, il y a 6 470 818 566 personnes sur terre. Certaines, doivent s'inquiéter. Certaines, rentrent chez elles. D'autres, mentent pour passer leur journée tranquille. D'autres, encore, doivent affronter la vérité. Certains sont des malfaisants en guerre contre le bien, et certains autres sont bons, ils doivent combattre le mal. Six milliards de personnes sur terre, six milliards d'âmes. Et parfois... On aurait besoin que d'une seule. »

— Peyton Sawyer

## Histoire du personnage
Peyton Elizabeth Sawyer est née le 12 juillet 1988 (on le découvre dans l'épisode 10 de la saison 4, lorsque Lucas est dans le coma et qu'il rêve.) de Elizabeth "Ellie" Harp et de son petit ami de l'époque, Mick Wolf, que l'on découvre dans la saison 6. Elle a été ensuite adoptée par Larry et Anna Sawyer. Elle est la meilleure amie de Brooke Davis depuis qu'elles ont sept ans.
Peyton a perdu sa mère, Anna Rebecca, à la suite d'un accident de voiture. Anna avait grillé un feu rouge en venant chercher Peyton à l'école, lorsque celle-ci n'avait que huit ans. Peyton a donc été élevée par son père, marin qui travaille en mer et est très souvent absent. C'est après la mort de sa mère que Peyton devient la meilleure amie de Brooke. Sa véritable passion est la musique, qu'elle écoute à longueur de journée. Elle passe également beaucoup de temps sur son blog, [punkNDisorderly], ou à dessiner, ses dessins étant souvent en rapport avec les interrogations existentielles qui la hantent. Sa chambre est un reflet de sa personnalité : noire et rouge (comme sa voiture). Elle peint elle-même sur les murs de celle-ci au gré de ses humeurs et collectionne les vinyles de musique. Elle mesure 1 m 71.

### Saison 1
Peyton est la meilleure amie de Brooke Davis, qui est une pom-pom girl comme elle, et a pour petit ami Nathan Scott, le capitaine de l'équipe de basket du lycée, ce qui fait d'elle une fille populaire. Elle n'est cependant pas satisfaite de sa relation avec Nathan, notamment lorsqu'elle se rend compte qu'il ne connait rien de ses goûts et de ses passions. De plus, elle n'apprécie pas l'attitude qu'il a envers son demi-frère, Lucas, et rompt donc avec Nathan.
Elle tombe ensuite sous le charme de Lucas, qui est amoureux d'elle depuis longtemps et qui lui fait des compliments sur ses dessins. Mais celui-ci sort finalement avec Brooke. Elle décide alors de se contenter de l'amitié de Lucas, car elle ne veut pas perdre Brooke. Elle doit un jour aller identifier le corps d'un homme qu'elle croit être son père et Lucas décide alors de l'accompagner. En route, ils sortent ensemble mais décident de ne rien révéler à Brooke. Celle-ci le découvre et Peyton perd alors à la fois Lucas et Brooke. Elles se réconcilient par la suite et deviennent très amies avec Haley, la nouvelle copine de Nathan.
Peyton rencontre alors Jake Jaglieski, élève au lycée de Tree Hill et papa d'une petite Jenny, qu'il élève seul depuis que la mère les a abandonnés. Peyton s'attache vite au bébé et à son père, et les aide à s'enfuir lorsque Nikki, la mère de Jenny, revient pour récupérer la garde de sa fille.

### Saison 2
Jake est parti et Peyton vit très mal le fait d'être loin de lui. Elle se rend alors compte que tous les gens qu'elle aime partent ("People always leave") : sa mère, son père, Jake. Elle se consacre cependant à l'ouverture du Tric, boîte gérée par Karen et ouverte aux adolescents, dont elle est la programmatrice musicale. Malgré tout, Peyton a de plus en plus de mal à supporter sa solitude. Elle se lie d'amitié avec une nouvelle élève, Anna. Très vite, des rumeurs d'homosexualité entre les deux filles courent au lycée. Anna commence alors à l'éviter et Peyton ne dément pas la rumeur. Il n'y a absolument rien entre les deux adolescentes, cependant Peyton est choquée de l'homophobie dont elle est victime et décide de se battre pour défendre ses valeurs, abordant notamment un tee-shirt sur lequel sera inscrit "Dyke" (Lesbienne). Lorsque le proviseur lui demande de retirer ce tee-shirt, elle lui explique qu'elle n'est pas homosexuelle mais que si elle l'était, elle ne laisserait pas quelques idiots l'insulter et lui empoisonner l'existence. Le principal insiste, Peyton répond qu'elle continuera de se battre et qu'elle est prête à "chanter plus fort", et obéit au principal... en se mettant en soutien-gorge au milieu du lycée. Cet épisode montre la force morale et les valeurs de Peyton, qui est donc une adolescente extrêmement engagée et profonde pour son âge. Déprimée, elle reprend contact avec Rick, manager qui l'a incitée à prendre de la drogue. Il s'apprête à lui en donner... Heureusement, Jake revient à ce moment-là (sur les conseils de Lucas qui s'inquiète pour Peyton) et décide de rester à Tree Hill avec Jenny. Ils commencent à sortir ensemble et à s'engager dans une relation sérieuse et passionnée, filant l'amour parfait... Mais Nikki revient alors à Tree Hill, décidée à récupérer sa fille. Jake refuse tout net de céder la garde de Jenny, étant donné que Nikki est une mère indigne et irresponsable, et qu'elle aurait dû réfléchir avant d'abandonner son enfant. Nikki, habile et manipulatrice, parvient à obtenir le soutien de la justice et Jake, décidé à protéger sa fille, la cache (il la confie à l'entraîneur de l'équipe de basket du lycée de Tree Hill, Whitey) et se rend à la police. Nikki, face à la disparition de l'enfant, envoie des policiers perquisitionner dans la maison de Peyton, mais ils n'y trouvent rien. Jake est envoyé en prison jusqu'à nouvel ordre, ce que Peyton vit très mal, même si elle lui rend visite, d'autant qu'elle-même prend de nombreux risques. Un jour, Nikki rend visite à Jake au parloir et lui montre, à travers la vitre... Jenny, qu'elle a réussi à retrouver ! Elle enlève la jeune fille et disparaît. Jake repart donc à la recherche de son enfant, laissant Peyton seule une fois de plus. À la fin de la saison, une soi-disant journaliste nommée Elizabeth (Ellie) harcèle presque Peyton, la suivant comme son ombre et cherchant sans cesse à en apprendre plus sur elle. Peyton apprend vite que le journal auquel Elizabeth prétend travailler n'a jamais entendu parler d'elle. Finalement, Ellie se présente chez Peyton et lui déclare être sa mère biologique.

### Saison 3
Peyton est choquée. Après la révélation d'Ellie qui prétend être sa mère, elle ne sait plus quoi penser. Elle se confie à Lucas, après avoir appris la nouvelle, et lui dit qu'elle a vu sa mère morte de ses propres yeux... Il s'avère en réalité, elle l'apprendra par Larry, son "père", Anna et lui ne sont pas ses vrais parents : ils l'ont adoptée. Elizabeth est donc la mère de Peyton. Après un premier refus, Peyton décide finalement de la rencontrer. Ellie reconnait que si elle a abandonné Peyton, c'est simplement parce qu'à l'époque, la drogue et l'amusement comptaient plus pour elle que l'enfant à qui elle avait donné naissance. Mais elle a changé, dit-elle, et elle veut rattraper le temps perdu. Peyton est sceptique mais finalement se rend compte qu'elles ont les mêmes goûts artistiques et finit par tisser des liens très forts avec elle. Elles sont liées par le sang, la musique, l'art et surtout autour d'un projet commun : la production d'un album, Friends with Benefits, dont les bénéfices seront reversés à une association qui lutte contre le cancer, comme Ellie qui en est atteinte. Au début, cela inquiète beaucoup Peyton, mais Ellie lui fait croire qu'elle est en rémission, ce qui est faux. Finalement, après avoir passé de très bons moments avec sa mère, Peyton la retrouve morte dans son lit, le jour même de la parution de "Friends With Benefits". Peyton en est d'abord très touchée, c'est la deuxième mère qu'elle perd, elle a donc d'autant plus de mal à s'en remettre. Elle disperse ses cendres seule dans un champ, désemparée. D'autre part, Peyton se dispute avec Haley lorsque celle-ci revient à Tree Hill. Elle lui reproche d'avoir suivi son rêve sans se soucier du mal que cela pouvait faire à Nathan, et donc d'être responsable de son accident (Haley a laissé tomber Nathan pour une tournée musicale, ce qui l'a amené à une tentative de suicide). Les choses finiront par s'arranger entre les deux filles, mais Peyton ne comprend pas ce qui a poussé Haley à favoriser la musique par rapport à l'amour, malgré les liens puissants qu'elle entretient elle-même avec ce milieu.
Lors de la prise d'otages dans le lycée de Tree Hill, Peyton se retrouve blessée à la jambe par une balle tirée par Jimmy Edwards, un élève devenu fou à force de se faire humilier, rejeté chaque jour par ses camarades. Peyton et ses compagnons se rendent alors compte de la cruauté dont eux et les autres font preuve au quotidien, même si elle paraît innocente, et s'en repentissent (trop tard, puisque cet épisode entraine la mort de Keith et Jimmy). Lucas vient la chercher, alors qu'elle est blessée dans la bibliothèque, pour la sortir du lycée et la mettre en sécurité. Ils restent finalement cachés dans la bibliothèque, Peyton pouvant difficilement être déplacée. Elle lui avoue alors qu'elle l'aime encore et l'embrasse. Lucas parvient à la sortir du lycée et elle peut ainsi être soignée à temps.
Ensuite, Peyton a une relation avec le bassiste des Fall Out Boys, Pete. Elle se rend finalement compte qu'elle aime toujours Jake et part le rejoindre. Ils se remettent ensemble et Peyton le demande en mariage après que Jenny l'a appelée "Maman". Jake accepte mais durant la nuit, Peyton parle dans son sommeil et dit "Je t'aime Lucas". Jake tente alors de faire comprendre à Peyton qu'elle est toujours amoureuse de Lucas, et qu'elle n'a souhaité se marier avec lui que parce qu'elle a besoin de se construire une famille. Il lui dit qu'il l'attendra mais qu'il souhaite qu'elle retourne dire à Lucas ses réels sentiments. Peyton, le cœur brisé par le refus de Jake, retourne alors à Tree Hill.
Lors du second mariage de Nathan et Haley, Peyton avoue à Brooke qu'elle est toujours amoureuse de Lucas, mais qu'elle ne le lui dira pas car elle ne veut pas détruire son amitié avec elle. Brooke lui en veut malgré tout et la gifle, puis l'insulte en déclarant que leur amitié n'existe plus.

### Saison 4
Peyton apprend par un message laissé par sa mère biologique qu'elle a un demi-frère, du côté de son père biologique, et que celui-ci s'appelle Derek. Elle cherche alors à entrer en contact avec lui. Après un premier échec, celui-ci se présente chez elle. Elle se lie rapidement avec ce dernier. Mais Lucas s'aperçoit que le comportement de ce Derek est étrange et qu'il semble très protecteur avec Peyton. Derek s'avère en fait ne pas être son vrai demi-frère, simplement un imposteur et un psychopathe, qui suivait le blog de Peyton et s'est donc fait passer pour le frère de celle-ci. Il l'agresse chez elle mais elle est sauvée par Lucas et le réel demi-frère de celle-ci. Ils appellent la police, mais le "faux Derek" réussit tout de même à prendre la fuite.
Peyton réagit très mal à cette agression. Elle se renferme de plus en plus sur elle-même et a constamment peur que Derek ne revienne. Lucas demande au vrai Derek de venir l'aider. Celui-ci refuse d'abord puis accepte. Une relation se crée alors entre les deux, puisque ce dernier, militaire, lui apprend à ne plus avoir peur et à se battre.
Peyton est toujours en froid avec Brooke mais se rapproche peu à peu de Lucas. Elle parvient même à lui avouer ses sentiments. Lucas lui avoue également les siens et ils décident de ressortir ensemble. Brooke et Peyton se réconcilient petit à petit, jusqu'à ce que Peyton découvre que Nathan l'a trompée avec Brooke quand ils sortaient ensemble, deux ans plus tôt. Elle reproche alors à Brooke de lui en avoir voulu lorsqu'elle lui a avoué ses sentiments pour Lucas, alors qu'elle-même n'avait jamais été honnête avec elle.
Le soir du bal de promo, alors que Peyton refuse d'aller au bal, Lucas tente de la convaincre et celle-ci change d'avis. Alors qu'elle ouvre la porte, c'est le "faux" Derek qui s'y présente. Peyton est de nouveau séquestrée par le "faux" Derek dans sa maison. Brooke, qui souhaite se réconcilier avec Peyton passe chez elle et se retrouve elle aussi aux mains de ce psychopathe. Elles parviennent finalement à s'en sortir et le "faux" Derek est envoyé en prison. À partir de là, les deux amies ne se séparent plus et décident de vivre ensemble dans l'appartement de Brooke. Elles ont un peu peur au début, comme Peyton après sa première agression, mais finissent rapidement par prendre une décision : elles font des recherches sur le faux Derek et découvrent que sa petite-amie, morte par sa faute dans un accident de voiture, ressemblait trait pour trait à Peyton. Elles rendent visite au psychopathe en prison et lui disent qu'elles lui pardonnent. Pour elles, cet épisode de leur vie est terminé, et elles cessent d'avoir peur.  
À la fin de l'année, Peyton a une occasion de suivre un stage de musique à Los Angeles pour un label très important. Elle est encouragée par Lucas même si cela implique pour eux le début d'une relation longue distance. Peyton finit donc par accepter.

### Saison 5
Cette saison voit un saut de quatre ans dans le temps, Peyton est donc projetée dans la vie adulte, et l'on voit qu'elle ne réussit pas très bien et que ses attentes n'ont pas tout à fait été comblées. Elle travaille toujours à Los Angeles dans un énorme label, où elle est malheureusement la simple assistante de l'assistant, et traitée en tant que tel par un patron arrogant et méprisant. Peyton se sent terriblement seule, sans amis, sans attache, entraînée dans une vie qui ne peut lui apporter rien de bon. Elle souffre beaucoup lors de cette période de sa vie, et l'on suppose qu'elle a beaucoup souffert durant les quatre dernières années, mais elle prend finalement la décision de rejoindre Brooke et ses autres amis à Tree Hill, en partie pour retrouver Lucas. Lorsqu'elle arrive à Tree Hill, le premier lieu que Peyton visite est le terrain du Rivercourt où ses amis et elle avaient passé de nombreux moments inoubliables durant leur adolescence. Alors qu'elle feuillette le roman de Lucas assise sur une table, au bord du terrain, elle est rejointe par Lucas en personne, et se précipite vers lui... Il l'arrête aussitôt, lui apprenant qu'il l'a remplacée.
Peyton s'installe donc chez Brooke, qui de son côté a bien réussi et est devenue millionnaire, et n'a donc pas de soucis d'argent. Cependant Lucas, avec lequel elle entretient désormais une relation complexe (celui-ci désirant qu'ils redeviennent amis mais elle-même ayant du mal à accepter la situation et ne parvenant pas à l'oublier), lui offre un local afin qu'elle ouvre son propre label, proposition que Peyton finit par accepter. Brooke investit son argent dans la création de Red Bedroom Records (le label en question) et Peyton, assistée par Haley, découvre rapidement une jeune artiste talentueuse : Mia Catalano, qu'elle aide à s'affirmer et à donner libre cours à son talent et sa passion.
On apprend par flash-back, au bout de quelques épisodes, que Lucas a demandé Peyton en mariage deux ans auparavant mais qu'elle a refusé, préférant attendre qu'ils soient tous les deux réunis dans la même ville et qu'ils aient un peu mûris. Lucas n'a pas compris sa décision et l'a quittée. C'est avec son éditrice, Lindsay, qu'il l'a en fait remplacée. Les relations entre Peyton et Lindsay deviennent donc rapidement tendues. Tout d'abord, Lindsay cherche à prouver qu'elle n'a rien contre Peyton, notamment en lui apportant une plante porte-bonheur pour lui souhaiter une bonne réussite avec son label. Peyton le prend comme une manière de marquer son territoire et en devient encore plus irritée. Finalement, comprenant qu'elle ne réussira pas à devenir amie avec Peyton, Lindsay lui déclare la guerre, et devient aussi infecte que sa rivale. Lucas tentera de son mieux d'arranger les choses entre les deux jeunes femmes, en vain. Peyton se persuade que Lucas l'aime toujours et trouve sa liaison avec Lindsay injuste et ridicule. Lucas maintient que Lindsay est la femme de sa vie, au grand désespoir de Peyton, qui un soir l'embrasse et comprend qu'elle ne s'est pas trompée : il ne lui est pas indifférent. Mais le soir suivant cet évènement, elle se rend chez Lucas pour parler de sa conduite et trouve Lindsay en pleurs. Elle commence alors à s'excuser, pensant que Lucas lui a dit ce qu'il s'était passé. Elle se rend vite compte qu'en réalité, Lindsay pleure de joie : Lucas vient de la demander en mariage. Peyton passe la soirée à pleurer sur l'épaule de Brooke, qui lui conseille d'accomplir un geste symbolique en jetant le premier roman de Lucas au feu.
Lucas écrit un nouveau roman qu'il fait lire à Haley. Le roman parle d'un homme qui voit passer une comète et sent qu'elle a changé sa vie, et qui passe son temps à attendre qu'elle revienne. Après avoir lu le roman, Haley appelle Lucas et lui dit qu'il ne doit pas épouser Lindsey : selon elle le roman est un véritable puits d'amour dédié à Peyton. Lucas répète encore et encore qu'il aime Lindsay et maintient sa demande en mariage. Le jour du mariage, Peyton est terriblement abattue mais se retient d'intervenir, notamment lors de la cérémonie, même si elle hésite un instant à le faire et imagine ce qu'elle aurait dû dire. Lucas répond oui au prêtre lorsqu'il lui demande de prendre Lindsay pour épouse. En revanche, lorsqu'il pose la question à Lindsay, celle-ci se tourne vers Lucas et lui dit que son roman parle d'une comète. Lucas demande au prêtre de les laisser deux minutes et dit à Lindsay qu'elle devrait se concentrer sur ce qu'elle fait. Lindsay ignore le conseil et demande à Lucas s'il se souvient de sa première rencontre avec Peyton : il a dépanné sa voiture... une comète ! Lindsay déclare qu'elle ne peut pas épouser Lucas et quitte l'église au pas de course, certaine désormais qu'il est toujours amoureux de Peyton et que le dernier roman qu'il a écrit est pour elle. 
Lucas digère mal le départ de Lindsay et commence à déprimer. Cependant le doute s'insinue dans son esprit : aime-t-il vraiment Lindsay, Peyton, ou même Brooke ? Une sorte de gêne s'installe entre Peyton et Lucas dès qu'ils se trouvent face à face, que Brooke qualifie de « ridicule ». À la fin du dernier épisode, Lucas compose un numéro et dit à la personne au bout du fil qu'il est prêt à se marier avec elle le lendemain, si elle est d'accord. On voit alors Brooke, Peyton et Lindsay répondre au téléphone, et la saison s'achève en plein suspense...

### Saison 6
Dans le premier épisode, on se rend compte que c'est Peyton que Lucas a choisi d'épouser. Elle le rejoint à l'aéroport et ils prennent l'avion pour Las Vegas où ils ont décidé de se marier. Arrivés là-bas, ils décident cependant d'attendre et de se marier en compagnie de tous leurs amis. À leur retour, elle emménage chez Lucas, dans l'ancienne maison de Karen. Elle est un peu triste de quitter l'appartement de Brooke qui lui rappelle de bons souvenirs, mais elle file le parfait amour avec Lucas et se sent enfin heureuse.
Leur relation est quelque peu perturbée par l'arrivée à Tree Hill de Julian, avec qui il s'avère que Peyton a eu une relation juste après son refus à la demande de mariage de Lucas. Pour se consoler elle s'est alors tournée vers Julian, qui l'a quittée au bout de quelques mois, comprenant qu'il devrait toujours la partager avec Lucas dont elle garde les romans. Lucas réagit à la nouvelle en frappant Julian, mais celui-ci (jeune réalisateur à la recherche d'un bon scénario) était venu adapter son livre au cinéma et Lucas lui a déjà cédé les droits : il est donc forcé de travailler en collaboration avec le jeune homme, qui semble être revenu dans l'unique but de récupérer Peyton. Le contraire est prouvé puisqu'il commence une relation avec Brooke, et tout rentre peu à peu dans l'ordre entre Peyton et Lucas.
Elle commence alors à avoir des douleurs au ventre, et craint d'être atteinte elle aussi d'un cancer, comme sa mère biologique. Finalement, il s'avère qu'elle est enceinte de Lucas. Cependant, après avoir passé quelques examens, ils se rendent compte que la grossesse est très risquée car Peyton a un placenta praevia. Peyton et Lucas se disputent longuement à ce sujet, Peyton désirant garder le bébé au péril de sa vie, contre la volonté de Lucas qui ne veut pas perdre la femme qu'il aime. Lucas demande à Peyton de « faire l'intervention », et lorsque celle-ci lui répond que cela s'appelle un avortement, il réagit mal et refuse d'appeler la chose par son nom, ce qui prouve qu'il n'est pas totalement pour non plus. Finalement, Peyton lui fait toucher son ventre et lui prouve qu'il aime lui aussi l'enfant qu'elle porte. Lucas finit par accepter de mettre cette grossesse à terme. Peyton décide de créer une boîte destinée à son futur enfant dans le cas où elle ne survivrait pas à l'accouchement, dans laquelle elle réunit tous les souvenirs d'elle et de Lucas, et elle tourne une vidéo à l'intention de son enfant, au cas où celui-ci ne la connaisse jamais. Elle lui donne des conseils et lui parle d'elle, de ce qu'elle lui souhaite... Lucas la surprend et réagit extrêmement mal, répliquant que cette boite ne servirait jamais de toute façon.
Peyton demande également à Haley de produire l'album de Mia, elle-même étant forcée de se reposer durant sa grossesse. Haley et Mia prennent la décision de venir travailler chez Peyton, car "être avec elles en pensées ne suffit pas". Peyton est très touchée par la présence de ses ami(e)s dans ces moments difficiles et semble nager dans le bonheur malgré le fait que sa vie soit menacée. 
Lucas et Peyton décident de se marier avant l'accouchement. C'est Haley qui les marie au bord du lac où ils se sont parlé pour la première fois. En rentrant chez elle après une cérémonie parfaite, Peyton fait cependant une hémorragie. Lucas l'amène à l'hôpital mais Peyton a déjà perdu beaucoup de sang. Elle accouche d'une petite fille prénommée Sawyer Brooke Scott, mais reste dans le coma, entre la vie et la mort. Elle se réveille finalement et découvre sa fille 4 jours plus tard.
Après avoir accouché, et su que sa vie n'était plus en danger, elle, Lucas et Sawyer quittent Tree Hill pour aller a Rome, en Italie.

### Saison 8
Peyton devait, normalement, être la demoiselle d'honneur de Brooke au mariage de cette dernière avec Julian Baker, mais Sawyer étant tombée malade, Peyton ne put retourner à Tree Hill, et Haley a pris son rôle de demoiselle d'honneur.

## Présent
Peyton Scott vit toujours à Rome, en Italie avec son mari, Lucas Scott et leur fille Sawyer Scott.

## Citations
People always leaves...{tout le monde part un jour} 
Peyton, saison 1 sur son       dessin 

« J'ai peur d'oublier ma mère, Anna. J'avais gardé un de ses t-shirt qui portait son odeur et je dormais avec toutes les nuits. Un jour, je me suis rendue compte qu'il sentait mon odeur et plus la sienne. J'ai essayé de le laver avec toutes les marques de lessive qui existent pour retrouver l'odeur que j'avais associé à elle, j'ai jamais réussis. Quelques fois je me concentre pour voir si j'arrive à me souvenir de ce parfum, c'est de plus en plus difficile. Et j'ai peur qu'un jour le souvenir s'efface. »

— Peyton Sawyer à Ellie (saison 3 épisode 3)

« Qu'est-ce-qui s'est passé dans nos vies ? Où on en est? Moi, je ne sais plus très bien qui je suis, ni comment j'en suis arrivée là. La fille que j'étais avant me manque. Je veux retrouver ma place, me sentir, à nouveau, chez moi. Et avoir de vrais amis. Je veux retrouver le genre d'amitié en laquelle on croyait. Ça me manque, et tu me manques toi aussi. Je veux retrouver nos vies d'avant. »

— Peyton Sawyer à Brooke Davis (saison 5 épisode 1)

« Les jeunes ne vont pas en boîte juste pour se défouler. Ils viennent y chercher de l'amour, de l'espoir, quelque chose qui les touchent, et cette sensation enivrante que d'autres personnes vous comprennent et que leur musique apporte un sens à votre vie. Et le jour où je penserais que je ne suis là que pour gagner du fric, alors je me dirais que j'ai vraiment trahie tous ce qui compte à mes yeux, l'amour de la musique et les convictions qui me font vivre. »

— Peyton Sawyer (saison 5 épisode 1)

« Ma mère me chantait des chansons. Je crois que je l'avais, encore, jamais dit à personne. C'était notre petit secret. Tous les soirs, quand elle venait me dire "bonne nuit", elle me chantait une chanson. C'étaient des berceuses ou des tubes folk ou rock. Et, peu de temps après sa mort, je me souviens que j'étais dans mon lit et j'ai senti le poids du silence qui envahissait ma chambre. C'est là que je me suis rendue compte que ma mère était partie pour toujours. Que je n'entendrais plus ses chansons, ni cette voix qui me rassurait quand j'avais peur. Tout était fini. Alors j'ai essayé de trouver d'autres chansons pour combler ce vide. »

— Peyton Sawyer à propos de sa mère, Anna (saison 5 épisode 13)